# Leggett (Kalifornien)
Leggett ist ein census-designated place (CDP) im Mendocino County im US-Bundesstaat Kalifornien mit 77 Einwohnern (Stand: 2020).

## Geographie
Der Ort liegt 12 Kilometer östlich der Küste des Pazifischen Ozeans und 50 Kilometer nördlich von Fort Bragg. Im Westen wird Leggett vom Eel River begrenzt. Der U.S. Highway 101, der in diesem Abschnitt auch Redwood Highway genannt wird, tangiert Leggett im Osten. Im Ort beginnt oder endet die Panoramastraße California State Route 1.

## Geschichte
Ureinwohner der Gegend waren Indianer, die mit den Siedlern zuweilen erhebliche Konflikte mit Todesopfern auf beiden Seiten austrugen. Andererseits halfen die Indianer den Siedlern jedoch auch bei der Landdurchquerung und trieben mit ihnen Handel mit Wild und anderen Produkten.
In neuerer Zeit gewinnt Leggett zunehmend im Tourismus an Attraktivität, da in der Umgebung sehr beeindruckende, enorm hohe Küstenmammutbäume (Sequoia sempervirens) wachsen. Ein Wahrzeichen des Ortes ist dabei der Chandelier Tree, durch den sogar Autos fahren können.

## Demografie
Im Jahr 2010 wurde eine Einwohnerzahl von 122 Personen ermittelt, die zu diesem Zeitpunkt ein Durchschnittsalter von 33,4 Jahren besaßen.
Nach der Volkszählung von 2010 war die Bevölkerungsdichte 17,4/km2. Der Anteil der weißen Bevölkerung betrug 101 (82,8 %), es gab keine Schwarzen, es gab 3 (2,5 %) Indianer. 4 (3,3 %) Menschen waren ohne Berücksichtigung ihrer Race hispanisch.
Nach der Volkszählung 2010 lebten 122 Menschen (100 % der Bevölkerung) in Privathaushalten. Es gab 55 Haushalte, in 18 (32,7 %) davon lebten Kinder unter 18. 10 Haushalte (18,2 %) waren verheiratete Ehepaare, 9 (16,4 %) hatten ein weibliches Haushaltsmitglied ohne einen Mann, 3 (5,5 %) hatten ein männliches Haushaltsmitglied ohne eine Frau. Es gab 8 (14,5 %) verschiedengeschlechtliche nichteheliche Partnerschaften. 28 Haushalte (50,9 %) waren Einpersonenhaushalte, 10 (18,2 %) waren Einpersonenhaushalte mit einer mehr als 65 Jahre alten Person. Die Durchschnittsgröße der Haushalte war 2,22. Es gab 22 Familien (40 % der Haushalte), die Durchschnittsgröße der Familien war 3,64. 
29 (23,8 %) Menschen waren jünger als 18 Jahre alt, 19 (15,6 %) waren zwischen 18 und 24, 29 (23,8 %) waren zwischen 25 und 44, 33 (27 %) waren zwischen 45 und 64 und 12 (9,8 %) waren 65 oder älter.